# Nageoire

Schéma d'un Téléostéen (majorité des poissons actuels, osseux à nageoires rayonnées), le Lampanyctodes hectoris
1 opercule
2 ligne latérale
3 nageoire dorsale
4 nageoire molle ou adipeuse
5 pédoncule caudal ou queue
6 nageoire caudale
7 nageoire anale
8 photophores
9 nageoire ventrale ou pelvienne (par paire)
10 nageoire pectorale (par paire).

Une nageoire est un membre ou un appendice en général large et plat issu d'un repli cutané, permettant le mouvement et le soutien dans le milieu aquatique.
Différents animaux ont développé des nageoires, notamment les poissons à nageoires rayonnées (classe Actinopterygii) et à nageoires lobées ou charnues (classe Sarcopterygii), et certains céphalopodes. Les palettes natatoires des mammifères marins (cétacés, siréniens, pinnipèdes et loutres), de certains reptiles (les tortues de mer, les plésiosaures aujourd'hui disparus, les mosasaures, les ichthyosaures et metriorhynchidés), certains oiseaux tels que les manchots sont dénommées improprement nageoires.

## Les poissons
Les nageoires des poissons sont des appendices locomoteurs composées de rayons exosquelettiques saillant du corps couvertes et reliés ensemble par une fine membrane collagènique chez la plupart des poissons osseux, et plus semblable à des palmes chez les poissons cartilagineux. Elles permettent au poisson de nager, mais elles peuvent également être utilisées pour le vol ou la marche, comme chez les poissons volants et les antennaires. Les nageoires sont situées à différents endroits sur le poisson et ont chacune une forme appropriée à leur utilité, comme avancer, tourner, ou garder une position verticale. Les principaux groupes de Poissons tirent leur nom de la structure de leurs nageoires paires (membres ptérygiens ou pterygium, du grec pterygos, « aile, nageoire », alors que les Vertébrés terrestres sont dotés de membres chiridiens homogènes). « Celles-ci ont, en effet, des structures variées d'une grande valeur systématique, mais les relations phylétiques entre les divers types sont mal comprises. »

### Les épines et les rayons

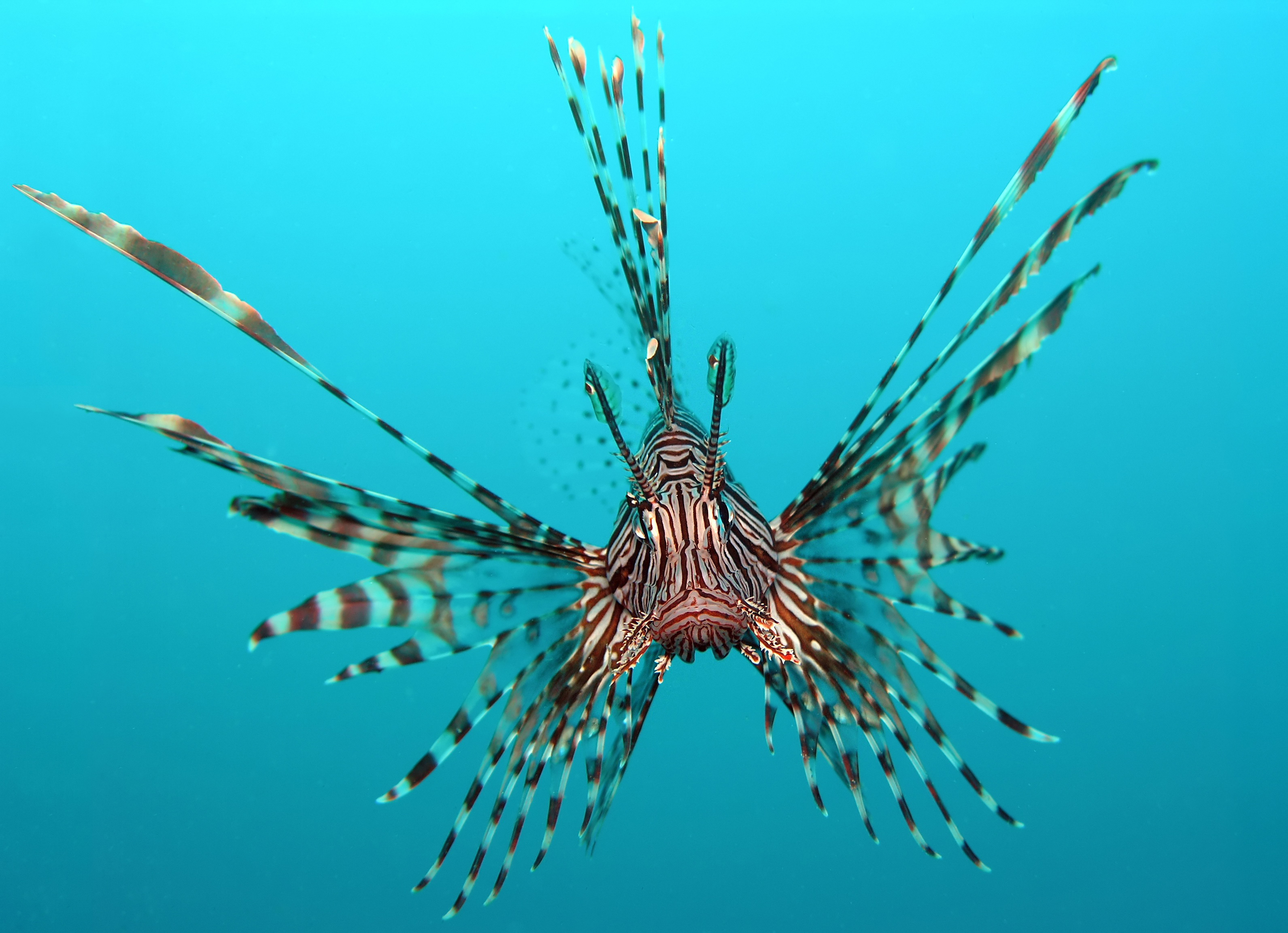
Nageoires rayonnées et divisées d'une rascasse volante.

Chez les poissons osseux, la plupart des nageoires ont des épines ou des rayons. Une nageoire peut ne contenir que des rayons épineux, que des rayons mous, ou une combinaison des deux. Si les deux sont présents, les rayons épineux sont toujours antérieurs. Les épines sont généralement raides et fortes tandis que les rayons sont généralement flexibles, fragmentés et peuvent être ramifiées. Cette segmentation des rayons est la principale différence qui les sépare des épines, les épines peuvent faire preuve de souplesse chez certaines espèces, mais elles ne seront jamais segmentées.
Les épines peuvent être utilisées différemment selon l'espèce. Chez certains poissons-chats, elles sont utilisés comme moyen de défense, de nombreux poissons-chats ont la possibilité de verrouiller leurs épines vers l'extérieur. Les balistes utilisent également leur épine pour se défendre.

### Nageoires paires et impaires

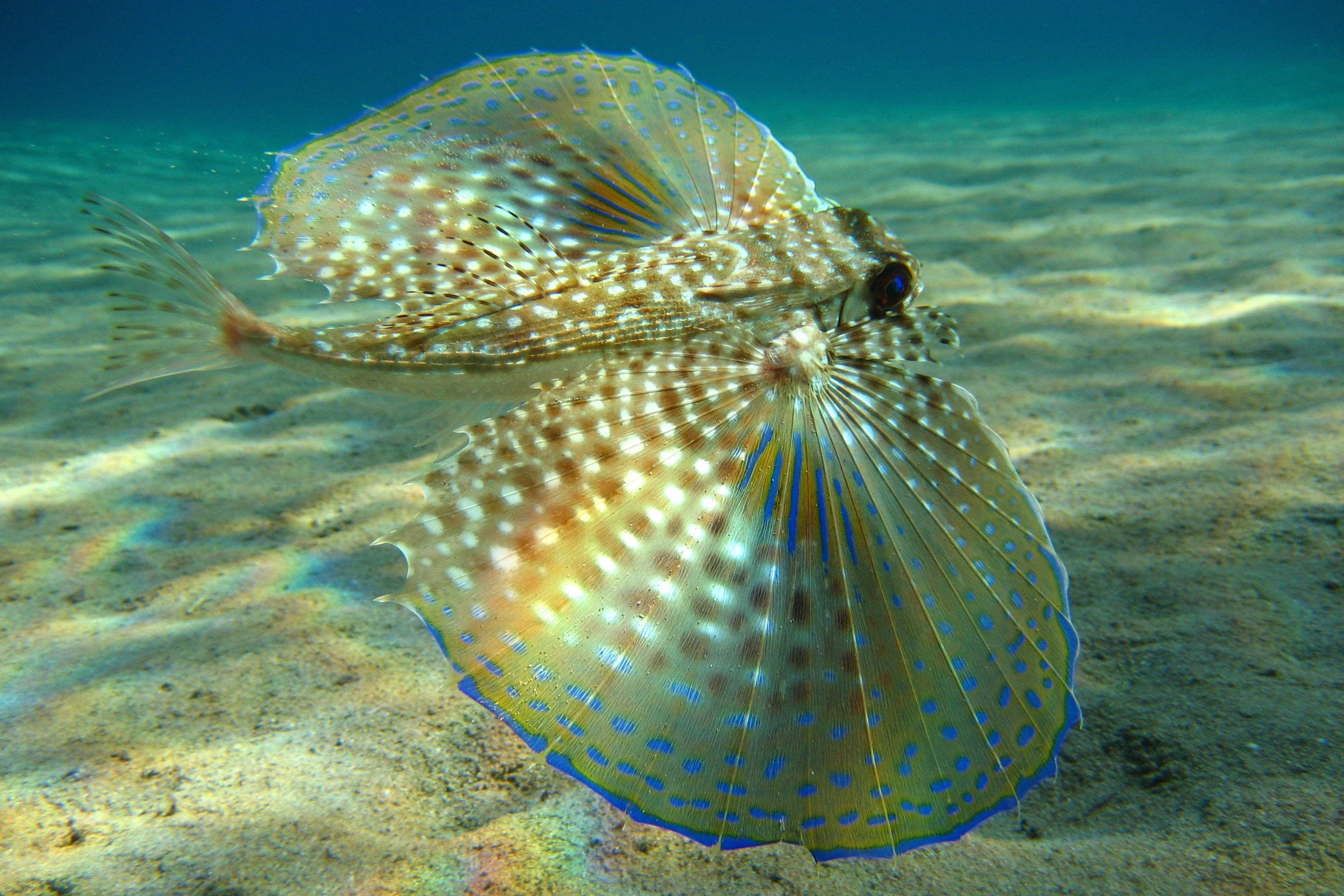
Le grondin volant utilise ses grandes nageoires pour intimider ses prédateurs.

Il en existe plusieurs types :
- Nageoires impaires :
Nageoires dorsale, caudale, anale…
- Nageoires paires :
Nageoires pectorale, pelvienne. Les nageoires paires sont des organes homologues des membres marcheurs des tétrapodes.

Une palette est la partie terminale de la nageoire. De forme aplatie, pleine et arrondie, elle rappelle l'extrémité d'une rame et sert à nager, voire chez certaines espèces à marcher.

### Types de nageoires
- Les nageoires dorsales sont situées à l'arrière. Un poisson peut en avoir jusqu'à trois. Les nageoires dorsales servent à protéger les poissons contre le roulement, et les aide à se tourner et à s'arrêter brusquement.
  - Chez les Lophiiformes, la partie antérieure de la nageoire dorsale est modifiée en un Illicium, équivalente à une canne à pêche et un leurre.
  - Les os qui soutiennent la nageoire dorsale sont appelés « pterygiophore ». Il y a deux à trois d'entre eux : « proximal », « moyen » et « distal ». Chez les nageoires apophyses épineuses, le distal est souvent fusionné au moyen, ou pas du tout.

Les types de nageoire caudale: (A) - hétérocerque, (B) - protocerque, (C) - homocerque, (D) - diphycerque.

- La nageoire caudale est la queue du poisson, située au bout du pédoncule caudal. Les types de nageoire caudale: (A) - hétérocerque, (B) - protocerque, (C) - homocerque, (D) - diphycerque.Elle permet au poisson de déplacer un important volume d'eau et donc de se propulser. Cette nageoire peut être :
  - Hétérocerque, ce qui signifie que les vertèbres s'étendent dans un lobe de la queue ou que la queue est asymétrique.
    - Épicerque signifie que le lobe supérieur est plus long (comme chez les requins).
    - Hypocerque signifie que le lobe inférieur est plus long (comme chez les poissons volants).

  - Protocerque signifie que la nageoire caudale s'étend autour de la colonne vertébrale, présents chez l'embryon des poissons et les myxines. Il ne doit pas être confondu avec une nageoire caudale qui a fusionné avec la dorsale et anale pour former une nageoire contiguë.
  - Diphycerque signifie que la nageoire caudale possède trois lobes, comme chez le cœlacanthe et les protoptères où les vertèbres s'étendent tout jusqu'à l'extrémité de la queue.
  - Homocerque signifie que les vertèbres ne s'étendent pas dans un lobe et que l'aileron est plus ou moins symétrique. C'est le type de nageoire caudale le plus fréquemment rencontré. Il en existe une grande variété de formes :
    - La nageoire caudale peut être arrondie au bout.
    - La nageoire caudale peut être tronquée ou avoir un bord plus ou moins droit (comme chez le saumon).
    - La nageoire caudale peut être fourchue, ou en deux branches.
    - La nageoire caudale peut être échancrée, ou avec une légère courbe vers l'intérieur.
    - La nageoire caudale peut être semi-lunaire, ou en forme de croissant de lune.

- La nageoire anale est située sur la face ventrale derrière l'anus. Elle permet de stabiliser le poisson lorsqu'il nage.

- La paire de nageoires pectorales sont situées de chaque côté, en général juste derrière l'opercule, elles sont homologues aux membres antérieurs des tétrapodes.
  - Une fonction particulière des nageoires pectorales, très développée chez certains poissons, est la création de la force de levage dynamique qui aide certains poissons, comme les requins, dans le maintien en profondeur et permet également la « fuite » des poissons volants.  Les poissons volants ne battent pas des ailes, mais planent.

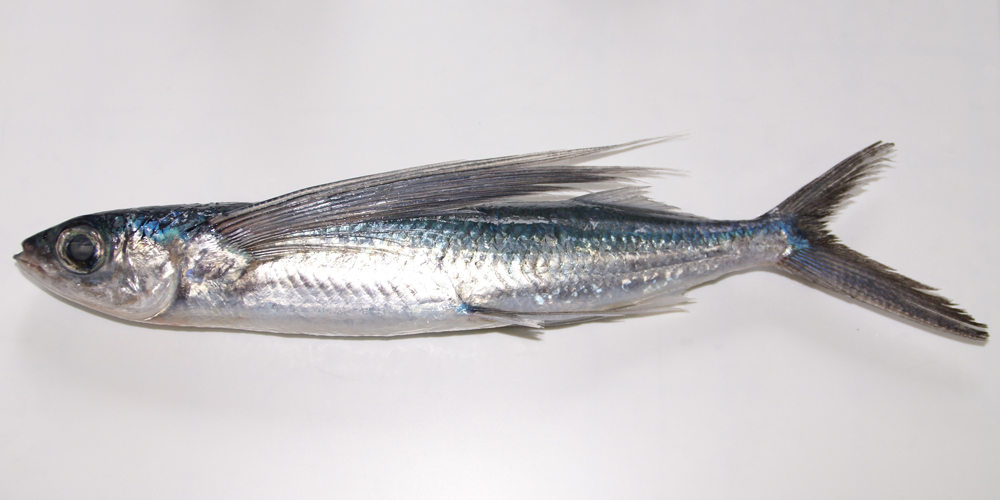
Les poissons volants ne battent pas des ailes, mais planent.

  - Chez de nombreux poissons, les nageoires pectorales permettent de marcher, particulièrement chez certaines baudroies et chez les Périophthalmes.
  - Certains rayons des nageoires pectorales peuvent être en forme de doigts, comme les Triglidés et Dactylopteridés.

Les « cornes » des raies manta et leurs proches, sont appelées nageoires céphaliques, ce qui est en fait une modification de la partie antérieure de la nageoire pectorale.
- La paire de nageoires pelviennes ou nageoires ventrales est située sous les nageoires pectorales, sur le ventre. Elles sont homologues aux membres postérieurs des tétrapodes. Les nageoires pelviennes assistent le poisson lorsqu'il va vers le haut ou vers le bas en pleine eau, se tourner brusquement, et s'arrêter rapidement.
  - Chez les gobies les nageoires pelviennes sont souvent fondues en un disque servant de ventouse qui peut être utilisé pour s'attacher aux objets.

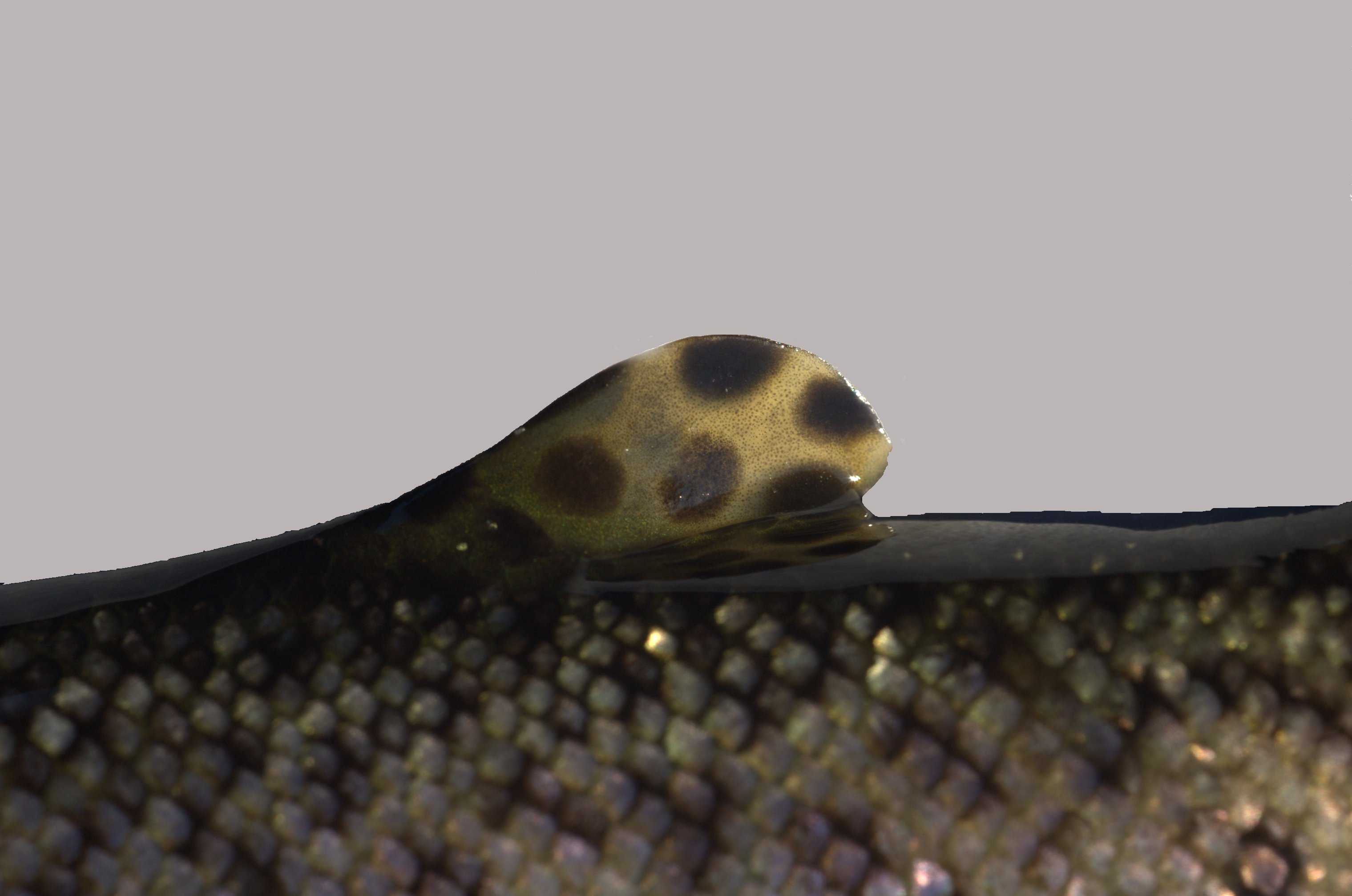
Nageoire adipeuse de truite.

- La nageoire adipeuse ou nageoire molle est en rayons mous, cette nageoire charnue se situe sur le dos, derrière la nageoire dorsale et juste avant la nageoire caudale. Elle est absente dans de nombreuses familles de poissons, mais se retrouve chez les Salmonidés, les characins et les poissons-chats.

- Certains types de poissons rapides ont une carène latérale (ou carène caudale) juste avant la nageoire caudale. Il s'agit d'une arête horizontale sur le pédoncule caudal, généralement composée d'écailles, qui offre une stabilité et un soutien à la nageoire caudale. Il peut y avoir une carène unique jumelée, une de chaque côté, ou deux paires au-dessus et au-dessous.
- Les pinnules sont de petites nageoires, en général derrière les nageoires dorsale et anale (chez les Polypteridés, il n'y a de pinnules que sur la surface dorsale et pas de nageoire dorsale). Chez certains poissons comme le thon ou le balaous, les pinnules n'ont pas de rayons, ne sont pas rétractables et se trouvent entre la dernière dorsale et/ou de la nageoire anale et la nageoire caudale.
  - Il y a un certain nombre d'espèces de poissons chez lesquels cette nageoire particulière a été perdue durant l'évolution.

### Aspects sanitaires
Les nageoires sont une des cibles de certains parasites des poissons. Elles peuvent être infectées par des bactéries ou des champignons.

## Les tétrapodes
Les vertébrés retournés à la vie aquatique ont développé des palettes natatoires, membre osseux, aplatis et dotés généralement d'une palmure reliant les doigts. Ces palettes natatoires sont dénommées improprement nageoires car elles ont l’organisation osseuse des membres chiridiens des tétrapodes.

### Les mammifères
Chez les mammifères marins (cétacés, pinnipèdes, siréniens), les palettes natatoires (au moins les pectorales) dérivent de la patte de leur ancêtre tétrapode terrestre.

### Les cétacés

Schéma d'une baleine de Minke
Baleine crème
1. Mâchoire supérieure
2. Évent
3. Peau noire, blanche ou grise
4. Nageoire dorsale en forme de faucille
5. Entaille médiane
6. Nageoire caudale
7. Dessous gris pale ou blanc
8. Les nageoires ont des points
9. Bande blanche sur chaque nageoire pectorale
10. 50 à 70 sillons ventraux
11. Museau à points

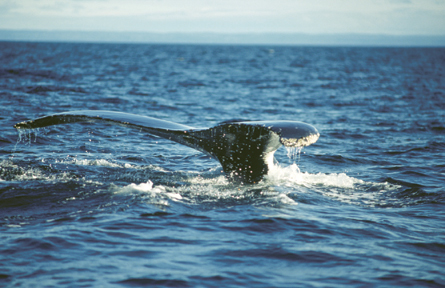
Nageoire caudale de baleine dans l'Atlantique nord

Les cétacés possèdent deux « nageoires » pectorales ou palettes natatoires thoraciques, une nageoire dorsale ou aileron et une nageoire caudale ou queue. Les nageoires caudales permettent aux cétacés de s'orienter verticalement. Il semble que la nageoire dorsale permette une plus grande efficacité dans les mouvements. Les nageoires dorsales de certains épaulards mâles peuvent dépasser deux mètres. La baleine à bosse dispose quant à elle des plus grandes nageoires pectorales, celles-ci peuvent atteindre le tiers de leurs corps.
La progression est due aux pressions sur l'eau d'une nageoire caudale de forme homocerque. Celle-ci est orientée horizontalement, alors qu'elle est verticale chez les poissons osseux et cartilagineux. La pression de la queue sur l'eau est exercée verticalement, le sens de mouvement de cette nageoire favoriserait les déplacements de ces animaux du fond vers la surface et inversement. Le marsouin de Dall, un des cétacés les plus rapides, a été mesuré à 55 km/h, l'orque pourrait l'être encore plus.

### Les pinnipèdes

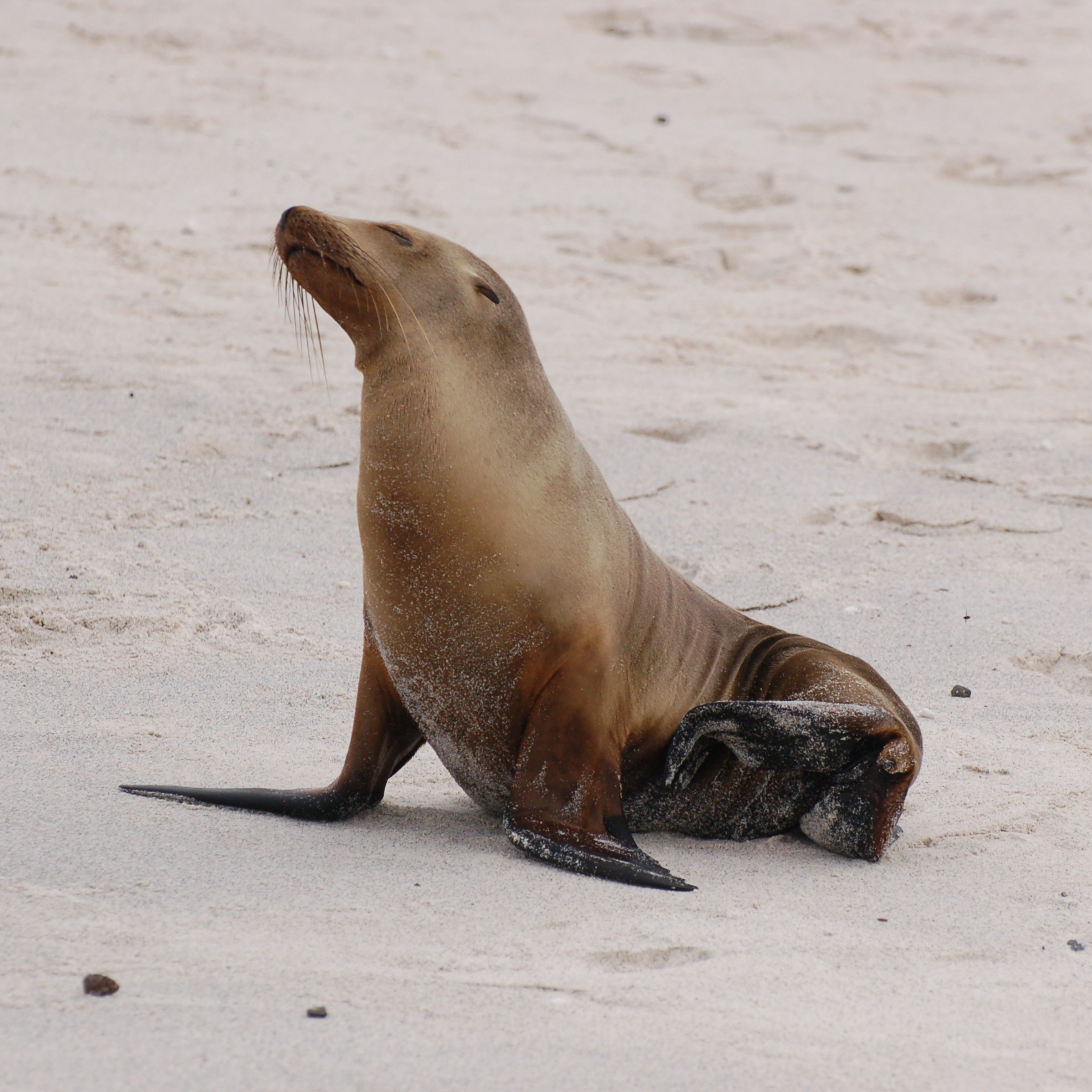
Une otarie des îles Galapagos.

Les membres des pinnipèdes, qui ont évolué en palettes natatoires, sont proportionnellement plus courts que ceux de la plupart des autres mammifères. Les doigts et les orteils sont reliés entre eux par une membrane de peau. Ils possèdent également des griffes que l'on trouve soit sur les nageoires de devant (phoques sans oreilles), soit sur les palettes arrière (phoques à oreilles). Parce que l'eau a une densité beaucoup plus élevée que l'air, leurs palettes peuvent être beaucoup plus petites proportionnellement à leur taille, que les ailes d'un oiseau ou d'une chauve-souris. En outre, les pinnipèdes sont essentiellement en apesanteur dans l'eau, ce qui leur permet d'arriver à un statu quo, et réaliser des prouesses acrobatiques dans l'eau qui seraient impossibles pour les animaux volants.

### Les siréniens
Les siréniens possèdent une queue qui permet le mouvement.
Leurs palettes natatoires antérieures sont arrondies en forme de pale et sont parfois utilisées pour recueillir de la nourriture, car elles sont très mobiles.

### Les reptiles
Les anciennes pattes des reptiles terrestres se sont transformées au cours de l'évolution en rame chez les reptiles marins (tortues de mer, ichtyosaures), qu'on appelle plus précisément "palette natatoire".

### Les tortues marines

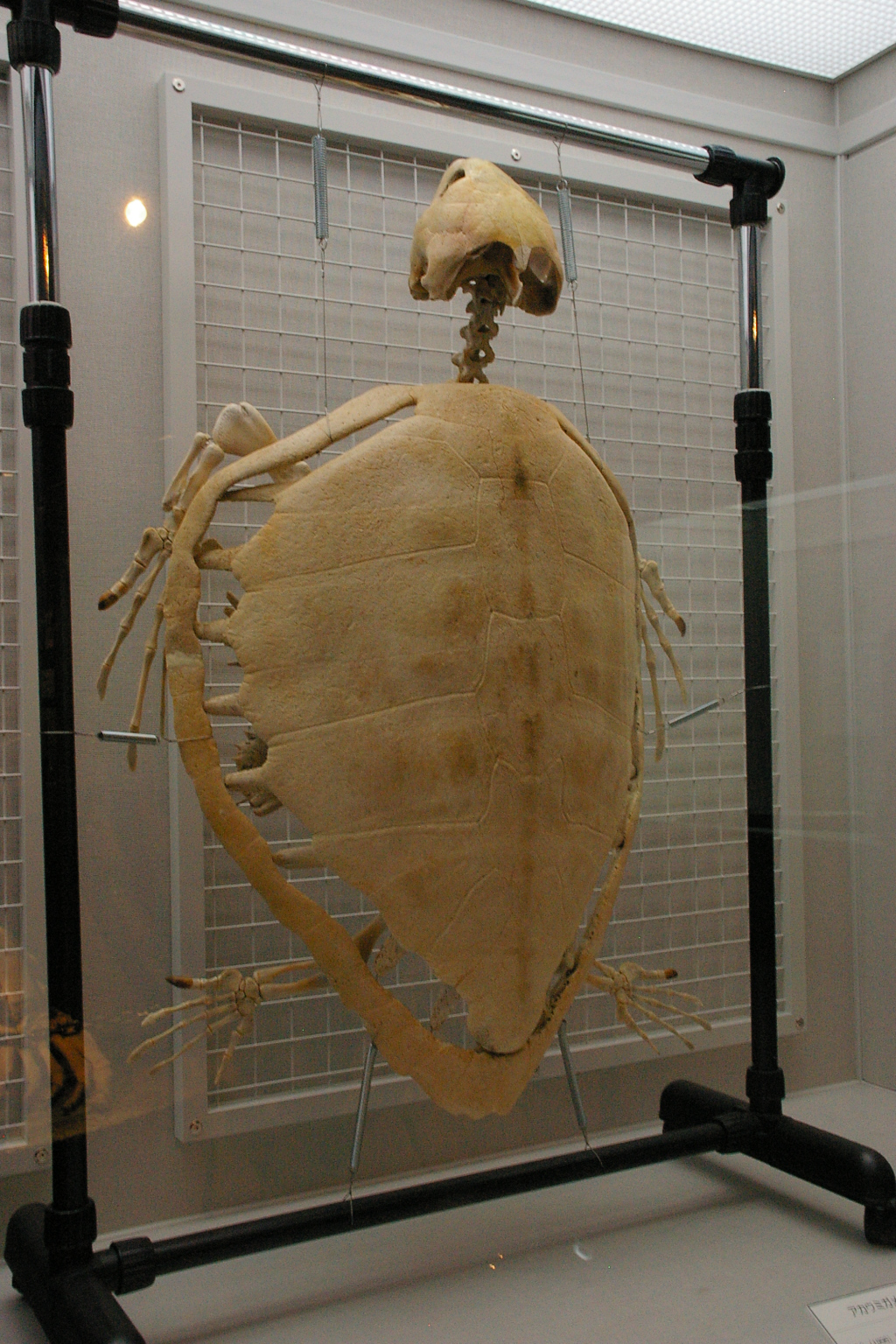
Squelette de Caouanne

Les tortues marines possèdent deux « nageoires » (palettes natatoires) antérieures et deux postérieures, elles sont articulées et sont anatomiquement analogues à des mains, mais la forme externe est davantage semblable à une palme. Il peut y avoir à l'extrémité du membre une ou deux griffes chez certaines tortues marines. Leurs grosses « nageoires » antérieures sont généralement aussi longues que la moitié de leur carapace. Contrairement aux tortues terrestres et aux tortues d’eau douce, les tortues marines ne peuvent pas replier leur tête ni leurs membres sous leur carapace.

### Les oiseaux
Les « ailes » (en fait les palettes natatoires) des manchots (de l'ordre des Sphenisciformes), devenues inutilisables pour le vol — à la différence de celles des pingouins (autres oiseaux de mer aptes à la nage, d'apparence certes un peu similaire, mais de l'ordre des Charadriiformes) — se seraient, par contre, merveilleusement adaptées à nage et à la plongée : le manchot papou peut atteindre 35 km/h à la nage (contre 9 km/h pour le meilleur nageur olympique) et le manchot empereur peut plonger à plus de 520 m pour rechercher de la nourriture, soit le record absolu chez tous les oiseaux.

## Les céphalopodes

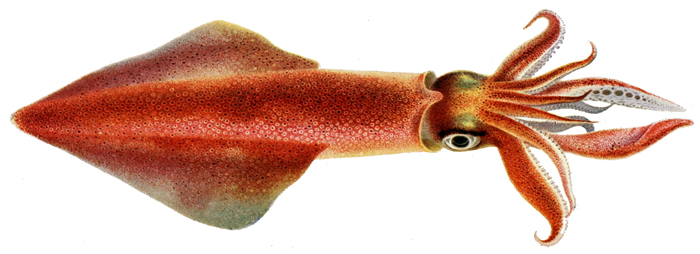
Le calmar commun possède deux nageoires latérales sur son manteau.

Les nageoires, aussi appelées ailettes, contrairement aux autres animaux marins, ne sont pas la principale source de locomotion chez les céphalopodes à nageoires. Elles ne servent généralement que pour les déplacements lents, comme l'approche d'une proie.
Parmi les céphalopodes, les petits calmars sont dotés de deux nageoires latérales tels que ceux du genre Loligo ou bien d'une seule grande nageoire sommitale comme chez les calmars géants, voire une paire de nageoires sommitales comme chez Grimalditeuthis bonplandi ou une deuxième nageoire, foliacée, au bout du pédoncule caudal comme pour le juvénile de Chiroteuthis veranyi.
Les cirrates, octopodes pélagique vivant dans les abysses, possèdent une paire de nageoires latérales sur leur manteau, elles leur permettent de se déplacer dans la colonne d'eau sans dépenser trop d'énergie.
Le vampire des abysses possède deux paires de nageoires latérales au stade juvénile, mais il en perd une au cours de son développement.